# 미카와정 (후쿠오카현)
미카와정 (미카와마치)(三川町)은 후쿠오카현 미이케군에 있던 정이다.